# A Christmas Carol (2019)
A Christmas Carol ist eine britische Miniserie der BBC, die Charles Dickens’ gleichnamige Geschichte werksgetreu adaptiert. Die drei Teile wurden am 22., 23. und 24. Dezember 2019 auf BBC One erstausgestrahlt.

## Entstehung
| Figur                       | Darsteller       | Deutscher Sprecher |
| --------------------------- | ---------------- | ------------------ |
| Ebenezer Scrooge            | Guy Pearce       | Philipp Moog       |
| Bob Cratchit                | Joe Alwyn        | Patrick Keller     |
| Jacob Marley                | Stephen Graham   | Olaf Reichmann     |
| Mary Cratchit               | Vinette Robinson | Rubina Nath        |
| Kleiner Tim                 | Lenny Rush       | Ludwig Ott         |
| Junger Scrooge              | Billy Barratt    | Ludwig Ott         |
| Belinda Cratchit            | Tiarna Williams  | Marie Lemke        |
| Fred, Scrooges Neffe        | Adam Nagaitis    | Konrad Bösherz     |
| Scrooges Tochter            | Thea Achillea    |                    |
| Elizabeth, Scrooges Ehefrau | Emma Caraman     |                    |

Im November 2017 wurde bekannt gegeben, dass die BBC an einer Neuadaption von Charles Dickens’ Weihnachtsgeschichte A Christmas Carol arbeite. Für die dreiteilige Miniserie wurde Steven Knight als Drehbuchautor engagiert, der gemeinsam mit Tom Hardy und Ridley Scott auch als Executive Producer fungiert. Im Mai 2019 wurde die Rolle des Ebenezer Scrooge mit Guy Pearce besetzt. Zeitgleich wurde die Verpflichtung von Andy Serkis, Stephen Graham, Charlotte Riley, Joe Alwyn, Vinette Robinson und Kayvan Novak bekanntgegeben. Bereits im Januar war bekanntgegeben worden, dass Tom Hardy in A Christmas Carol mitspielt. Rutger Hauer wurde ursprünglich als Weihnachtsgeist besetzt. Er erkrankte jedoch zuvor und starb im Juli 2019, sodass er von Jason Flemyng ersetzt wurde.
Die Dreharbeiten starteten im Mai 2019 in der Rainham Hall im Osten Londons. Ferner wurde Anfang Juni 2019 im Lord Leycester Krankenhaus in Warwick gedreht. Die Serie erschien zur Adventszeit 2019 in Großbritannien auf BBC One und in den Vereinigten Staaten auf dem Sender FX. Neben der Serie Taboo war A Christmas Carol eine weitere Koproduktion der beiden Rundfunkanstalten.
Die deutsche Synchronfassung entstand bei der Arena Synchron, Berlin. Matthias von Stegmann schrieb das Dialogbuch und Ralph Beckmann führte Regie.